# Nordiska fornspråk
Nordiska fornspråk avser de medeltida nordiska språk som uppstod när den gemensamma fornnordiskan blev mer splittrad under högmedeltiden.
Eftersom skillnaderna mellan de vikingatida fornvästnordiska, fornöstnordiska och forngutniska dialekterna var små brukar man kalla den tidens språk ‟fornnordiska” i singularis. Dialekterna började sedan bli skilda språk. Det blir då mindre lämpligt att räkna dem som ett språk, men ett samlingsnamn behövs eftersom de bildar en språkgrupp. Det finns exempel på att språkforskare kallar de divergerande medeltida språken ”fornnordiska språk” i pluralis. Ett tydligare språkbruk är att använda termen ”nordiska fornspråk” i pluralis om de medeltida nordiska språken. Sveriges samkatalog LIBRIS har definierat koder för medeltida språk som fornsvenska och kallar dem ”nordiska fornspråk”.